# Henriqueta de Montbéliard
Henriqueta de Montbéliard, também conhecida como Henriqueta de Montfaucon (em alemão:  Henriette von Mömpelgard; c. 1387 — Montbéliard, 14 de fevereiro de 1444) foi suo jure condessa de Montbéliard e senhora de Montfaucon. Foi também condessa de Württemberg pelo seu casamento com Everardo IV de Württemberg. 

## Família
Henriqueta era a filha primogênita  de Henrique II de Montfaucon, senhor d'Orbe, d'Echallens, e de Montagny-le-Corboz, e de sua esposa, Maria de Châtilon, viscondessa de Blaigny. Seus avós paternos eram Estêvão de Montfaucon, conde de Montbéliard e Margarida de Chalon. Seus avós maternos eram Gaucher de Châtillon-sur-Marne e Joana de Coucy.
Ela tinha três irmãs mais novas: Joana, princesa de Orange como esposa de Luís II de Chalon-Arlay; Margarida, senhora d'Orbe, d'Echallens, de Bottens e de Montagny-le-Corboz, esposa de Humberto de Villersexel, conde de la Roche, e Inês, senhora de Marnay e do Fay, e viscondessa de Blaigny, casada com Teobaldo IX, senhor de Neuchâtel.

## Biografia

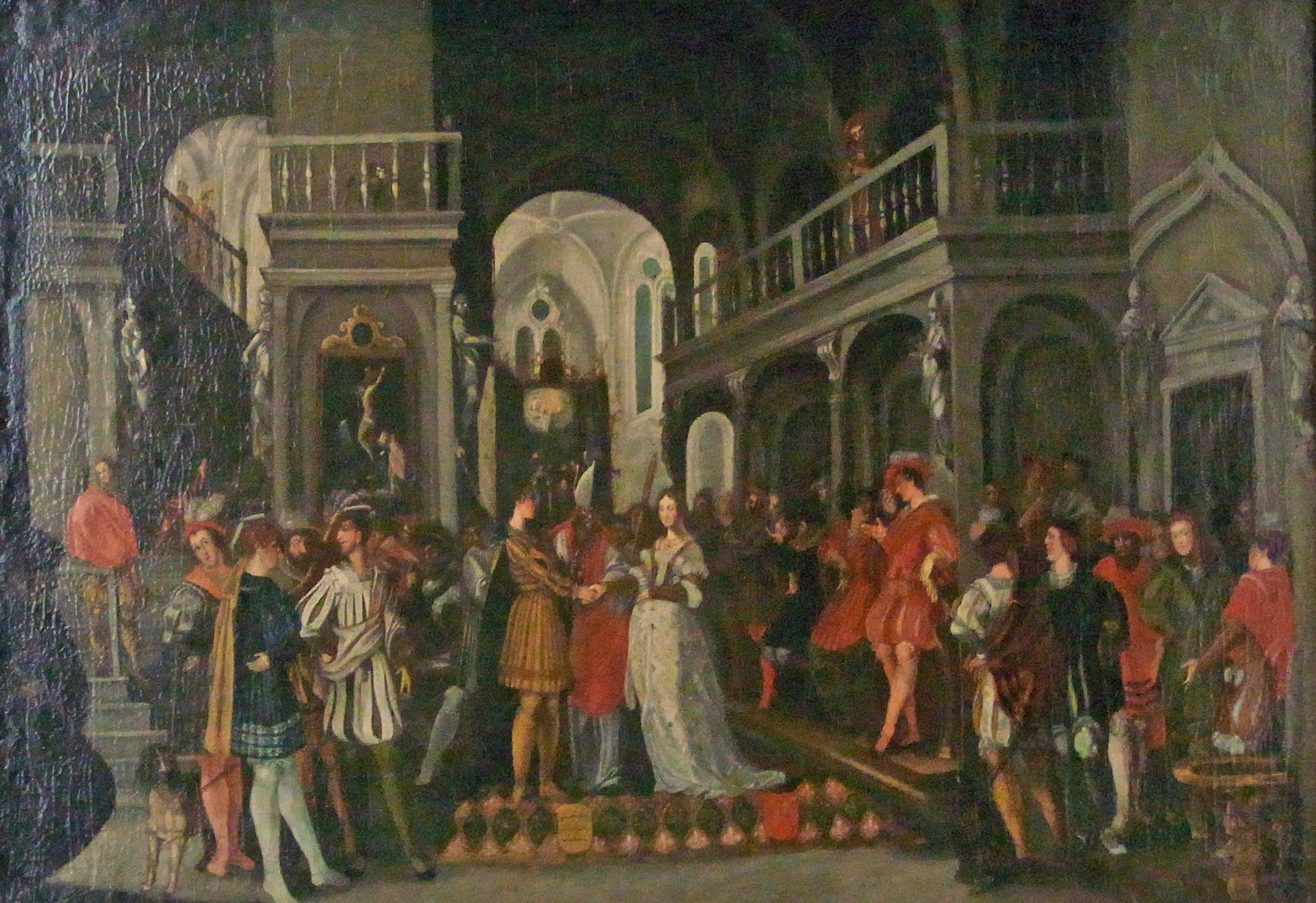
Casamento de Henriqueta e Everardo em uma pintura do século XVII, por Georg Donauer. Atualmente localizada no Museu do Estado de Württemberg.

Henriqueta tornou-se condessa de Montbéliard em Porrentruy, Granges, Passavant e Clerval, como sucessora do seu avô, Estêvão, em 1397. 
Em data desconhecida, Henriqueta casou-se com o conde Everardo IV, filho do conde Everardo III de Württemberg e de Antônia Visconti, uma tia materna da rainha Isabel da Baviera, Rainha de França. 
O casal governou o condado de Montbéliard juntos. Devido a união, Montbéliard, na França, passou a fazer parte de Württemberg, atualmente na Alemanha.
Após a morte do marido em 2 de julho de 1419, a condessa passou a exercer a regência do condado de Württemberg em nome de seu filho mais novo, Ulrico V.
Henriqueta faleceu em 14 de fevereiro de 1444, com cerca de 57 anos de idade. 

## Descendência
O casal teve três filhos:
- Ana de Württemberg (1408 – 16 de abril de 1471) foi a esposa do conde Filipe I de Katzenelnbogen. Teve descendência;
- Luís I de Württemberg-Urach (1412 – 24 de setembro de 1450), foi sucessor do pai no condado. Foi marido de Matilde do Palatinado. Teve descendência;
- Ulrico V de Württemberg (1413 – 1 de setembro de 1480), foi sucessor do pai no condado. Foi casado três vezes, e teve filhos todas as vezes.